# カムバック!
『カムバック!』（Cuban Fury）は、2014年のイギリスのロマンティック・コメディ映画。
ジェームズ・グリフィス監督の長編映画デビュー作で、ニック・フロストが原案・製作総指揮・主演の三役を務めた。
少年時代は天才サルサダンサーだったが、今はメタボ体型の冴えない中年となった男が愛する女性のために四半世紀ぶりにサルサに情熱を燃やす姿を描いている。

## ストーリー
25年前、妹のサムと共に天才子供サルサダンサーとしてイギリス中に名を轟かせていたブルースだったが、全国大会決勝の当日、激しいイジメにあい、それが原因でサルサへの情熱を捨ててしまう。
そして現在、ブルースは冴えない肥満の中年サラリーマンになってしまっていた。ある日、彼のもとに新しい上司のジュリアがアメリカ合衆国から赴任してくる。美人で仕事もできるジュリアに一目惚れしたブルースだったが、自分に自信を持てない彼はジュリアに思いを告げることができずにいた。しかし、ブルースはふとしたきっかけから、ジュリアがサルサに夢中になっていることを知る。そこでブルースは一念発起し、ジュリアの心を掴むため、もう一度サルサダンサーにカムバックすることを決意するのだった。
早速ブルースは、かつての恩師であるロンを説得し、再びサルサを踊れるよう猛特訓を開始する。だが、長い年月サルサから離れていた肥満のブルースが、かつてのように華麗に踊れるわけはなく、カムバックへの道は大変険しいものとなる。

## キャスト
※括弧内は日本語吹替
- ブルース: ニック・フロスト（茶風林）
- ジュリア: ラシダ・ジョーンズ（朴璐美）
- ドリュー: クリス・オダウド（落合弘治）
- ロン・パーフィット: イアン・マクシェーン（秋元羊介）
- サム: オリヴィア・コールマン（永木貴依子）
- ゲイリー: ロリー・キニア（後藤ヒロキ）
- ミッキー: ティム・プレスター（英語版）（長尾一貴）
- ビジャン: ケイヴァン・ノヴァク（英語版）（玉木雅士）
- ヘレン: アレクサンドラ・ローチ（品田美穂）
- 駐車場の運転手: サイモン・ペッグ ※カメオ出演

その他吹替：佐竹海莉、星祐樹、小若和郁那

吹替翻訳：大森久美子、演出：岩田敦彦

字幕翻訳：中沢志乃

## 作品の評価
Rotten Tomatoesによれば、批評家の一致した見解は「ニック・フロストとクリス・オダウドは相変わらず好感が持てるが、『カムバック!』は、あまりに笑いが足りない、わざとらしく先が読めてしまうプロットを彼らに背負わせている。」であり、96件の評論のうち高評価は54%にあたる52件で、平均点は10点満点中5.54点となっている。
Metacriticによれば、21件の評論のうち、高評価は9件、賛否混在は11件、低評価は1件で、平均点は100点満点中52点となっている。